# Джеймс Огъстъс Грант
Джеймс Огъстъс Грант (на английски: James Augustus Grant) е шотландски пътешественик, изследовател на Източна Африка.

## Ранни години (1827 – 1860)
Роден е на 11 април 1827 г. в Неърн, Шотландия, в семейство на общински служител. Учи в гимназия и колеж в Абърдийн. През 1846 г. постъпва в армията и е командирован в Индия, където пребивава до 1858 г. и участва във Втората англо-сикхска война (1848 – 1849). Поради раняване е пенсиониран от армията и през 1858 г. се завръща в Англия.

## Експедиционна дейност (1860 – 1868)
През 1860 г. капитан Грант се присъединява като помощник-ръководител в организираната от Кралското географско дружество експедиция възглавявана от Джон Хенинг Спик за откриване изворите на Нил, която продължава до 1863 г. Отделно от Спик Грант осъществява няколко самостоятелни пътувания, като събира ценни ботанически колекции. На базата на своя дневник, който води самостоятелно от този на Спик, през 1864 г. Грант публикува своите изследвания в книгата: „A walk across Africa“, Edinburgh-London, 1864 (в превод „Пеша през Африка“). Същата година е награден със златен медал от Кралското географско дружество и с медали от папа Пий IX и крал Виктор Емануил.
През 1868 участва като разузнавач във военна експедиция в Етиопия и за участието си в нея е награден с медал от императора на Абисиния.

## Следващи години (1868 – 1892)
На 7 май 1868 г. Грант се оттегля от военна служба с чин полковник-лейтенант. По-голяма част от времето си прекарва в родния си град, където умира на 11 февруари 1892 г. на 64-годишна възраст.